# Head Cage
Head Cage è il sesto album in studio del gruppo musicale grindcore statunitense Pig Destroyer. L'album è stato pubblicato il 7 settembre 2018 da Relapse Records. L'album presenta cameo vocali di Richard Johnson e Kat Katz di Agoraphobic Nosebleed, insieme a Dylan Walker di Full of Hell.
La band ha commentato una descrizione ufficiale di Head Cage:
"Attraverso dodici tracce, Pig Destroyer intreccia racconti sconvolgenti di dualità filosofiche, toccando mortalità e depressione, paura e violenza, e le oscure complessità della condizione umana, tutto attraverso la lente distorta del vocalist / paroliere deliziosamente trasgressivo JR Hayes."
È il primo album della band con John Jarvis. Metal Injection ha definito l'album "immediato favorito per il miglior album metal del 2018".

## Tracce
1. Tunnel Under the Tracks – 1:21
2. Dark Train – 1:11
3. Army of Cops – 3:18
4. Circle River – 2:45
5. The Torture Fields – 2:55
6. Terminal Itch – 1:13
7. Concrete Beast – 3:21
8. The Adventures of Jason and JR – 2:12
9. Mt. Skull – 1:37
10. Trap Door Man – 1:15
11. The Last Song – 2:40
12. House of Snakes – 7:07